# Sabina (nome)
Sabina  è un nome proprio di persona italiano femminile.

## Varianti
- Femminili: Savina[1][2][3]
- Maschili: Sabino[2][3], Savino[1][2][3]

### Varianti in altre lingue
- Ceco: Sabina[2]
- Croato: Sabina[2]
- Danese: Sabine[2]
  - Ipocoristici: Bine[2]
- Francese: Sabine[2][4]
- Inglese: Sabina[4]
  - Maschili: Sabin[4], Sabine[4]
- Latino: Sabina[2]
  - Maschili: Sabinus[2]
- Lettone: Sabīne[2]
- Olandese: Sabien[2], Sabine[2]
- Polacco: Sabina[2]
- Portoghese: Sabina[2]
- Rumeno: Sabina[2]
- Russo: Сабина (Sabina)[2]
- Slovacco: Sabína
- Sloveno: Sabina[2]
- Spagnolo: Sabina[2]
- Tedesco: Sabine[2][4]
- Ungherese: Szabina[2][4]

## Origine e diffusione
Riprende direttamente il latino Sabina, attestato come nome femminile a partire dall'età imperiale; è il femminile di Sabinus, un etnico che indicava in origine una persona proveniente dalla regione della Sabina o appartenente al popolo dei Sabini, una gente preromana del centro Italia stanziata presso le sponde dell'alto Tevere, a nord di Roma. 
In Italia il nome è diffuso in due forme, Sabina/o che è un latinismo "crudo" e di stampo colto, e Savina/o, dove la b intervocalica latina cede normalmente il posto alla v (come in habere-avere). Negli anni 1970, si contavano del nome quasi cinquantamila occorrenze nel complesso delle sue varianti (11.000 per Sabina, 16.000 per Savina, 8.000 per Sabino e 15.000 per Savino), attestate ovunque e con leggera prevalenza nel Barese.

## Onomastico

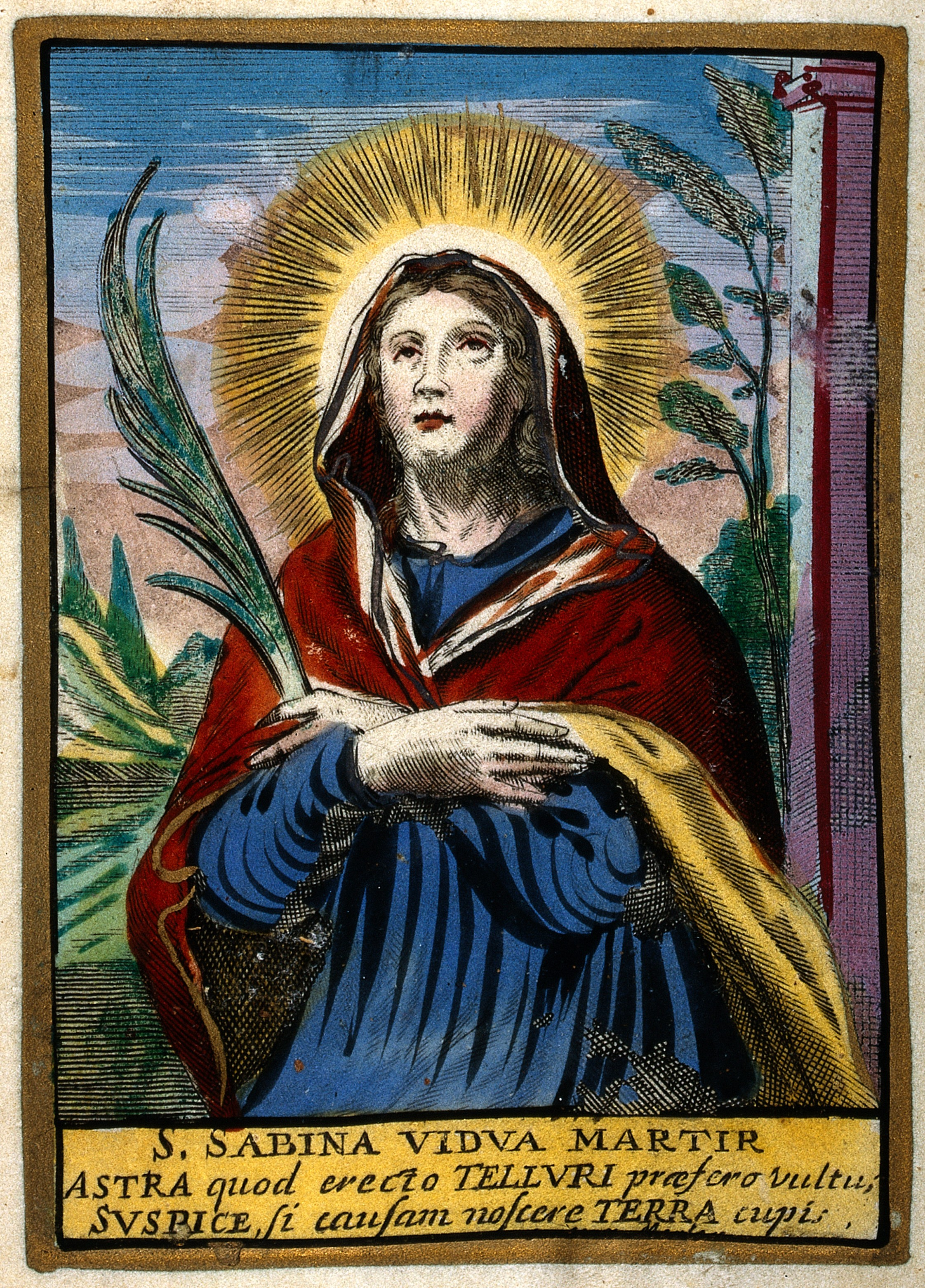
Immagine devozionale di santa Sabina

L'onomastico si può festeggiare in memoria di varie sante, alle date seguenti:
- 30 gennaio, santa Savina di Lodi, vedova, martire a Milano[1]
- 30 aprile, santa Sabina, vergine di Jouarre[5]
- 29 agosto, santa Sabina, patrizia romana, martire nel II secolo[1][5]
- 28 ottobre, santa Sabina, martire con Vincenzo e Cristeta ad Avila[5]
- 8 dicembre, santa Sabina, martire con le sorelle Elfrida ed Edith a Cassel[5]

Con la forma maschile si ricordano invece:
- 9 febbraio, san Sabino, vescovo di Avellino[5]
- 9 febbraio, san Sabino, vescovo di Canosa[1][5]
- 13 marzo, san Sabino, martire ad Ermopoli[1][5]
- 10 giugno, san Sabino, vescovo e martire a Escanecrabe[6]
- 2 luglio, san Savino, martire a Brescia[1]
- 2 luglio, san Sabino, confessore presso Poitiers[1]
- 20 luglio, san Sabino, martire a Damasco[1]
- 9 ottobre, san Sabino, eremita in Bigorre[5]
- 15 ottobre, san Sabino, vescovo di Catania[5]
- 7 dicembre, san san Sabino, vescovo di Spoleto e martire[5]
- 11 dicembre, san Savino, vescovo di Piacenza[1][5]

Inoltre si festeggia un onomastico laico in vari paesi in diverse date.

## Persone
- Poppaea Sabina, moglie di Nerone
- Vibia Sabina, moglie di Adriano

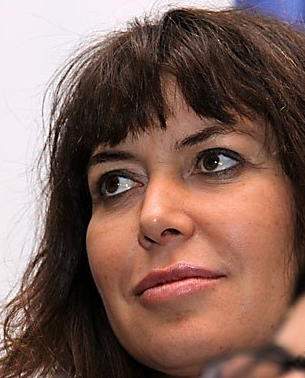
Sabina Guzzanti

- Sabina Actis-Orelia, soprano leggero italiano
- Sabina Ciuffini, showgirl e imprenditrice italiana
- Sabina Cojocar, ginnasta rumena
- Sabina Foisor, scacchista rumena naturalizzata statunitense
- Sabina Guzzanti, cabarettista, attrice, conduttrice televisiva e scrittrice italiana
- Sabina Špil'rejn, psicanalista russa
- Sabina Valbusa, fondista italiana
- Sabina Vannucchi, attrice italiana

### Variante Sabine
- Sabine Appelmans, tennista belga
- Sabine Azéma, attrice francese

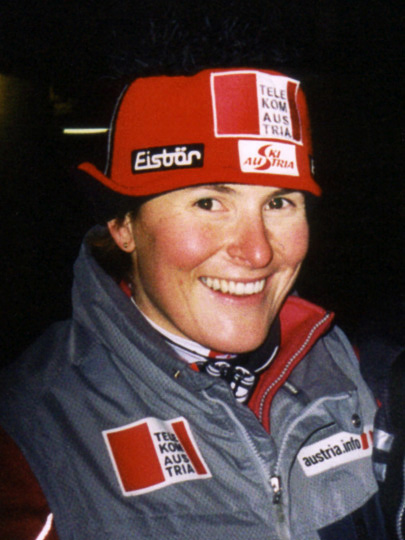
Sabine Egger

- Sabine Bergmann-Pohl, medico e politica tedesca
- Sabine Ginther, sciatrice alpina austriaca
- Sabine Kaack, attrice tedesca
- Sabine Lisicki, tennista tedesca
- Sabine Meyer, clarinettista tedesca
- Sabine Petzl, attrice e conduttrice televisiva austriaca
- Sabine Timoteo, attrice svizzera
- Sabine Winterfeldt, attrice e doppiatrice tedesca

### Variante Savina
- Savina Geršak, attrice slovena
- Savina Petrilli, religiosa italiana
- Savina Yannatou, cantante greca

### Variante maschile Sabino

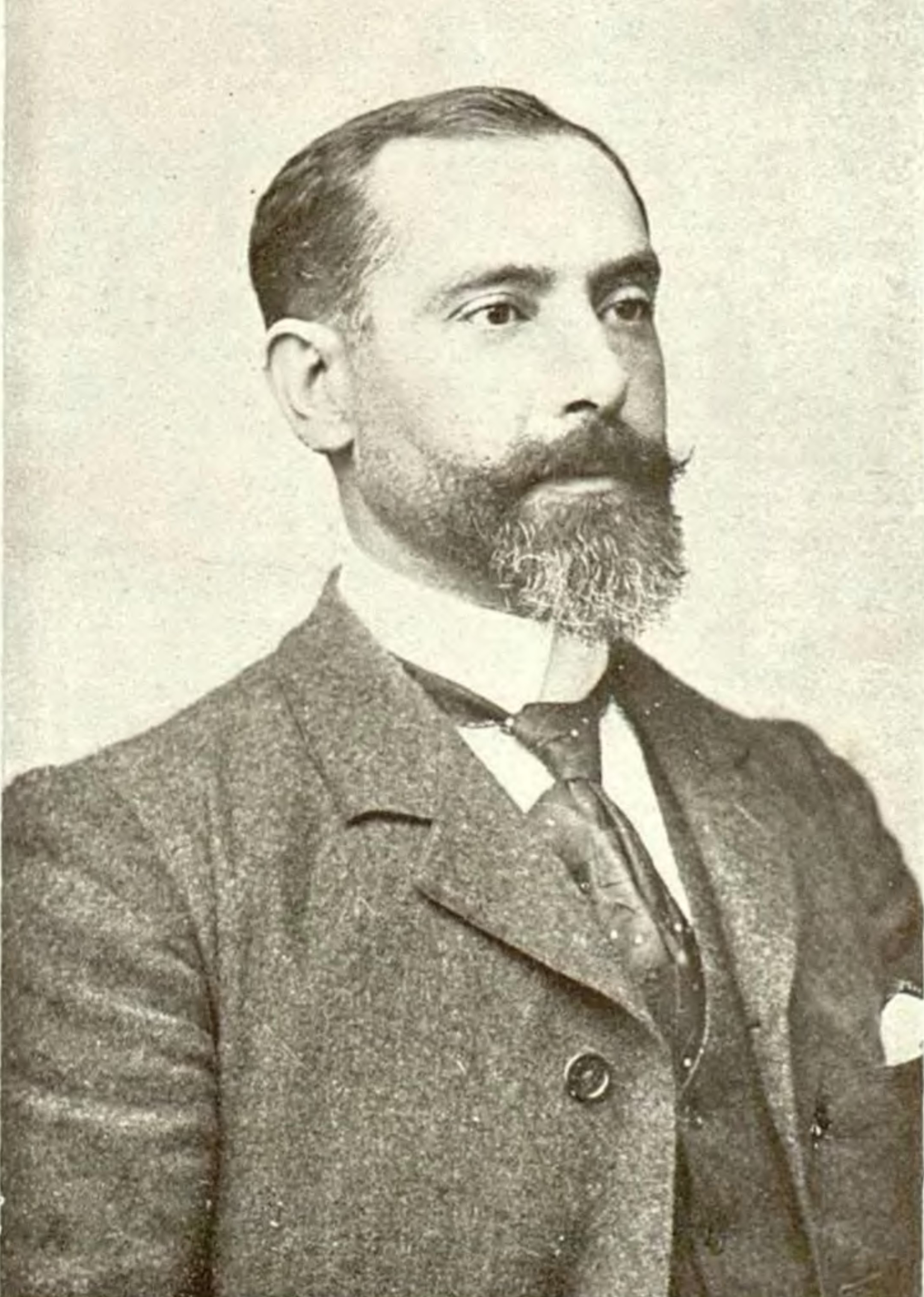
Sabino Arana

- Sabino Acquaviva, sociologo italiano
- Sabino Arana, politico spagnolo
- Sabino Brunello, scacchista e scrittore italiano
- Sabino Cassese, giurista e accademico italiano
- Sabino Chialà, monaco cristiano, teologo e biblista italiano

### Variante maschile Savino

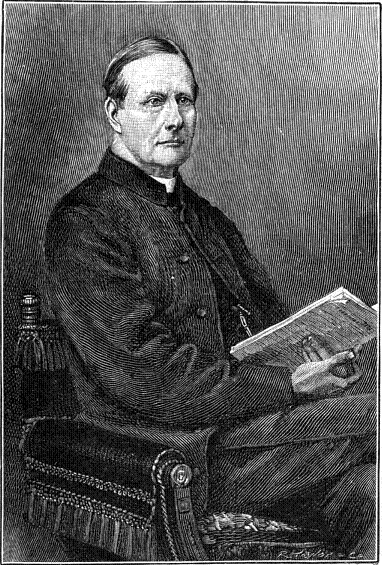
Sabine Baring-Gould

- Savino Bellini, calciatore e allenatore di calcio italiano
- Savino de Bobali, poeta italiano
- Savino Guglielmetti, ginnasta italiano
- Savino Melillo, avvocato e politico italiano
- Savino Pezzotta, sindacalista e politico italiano
- Savino Zaba, conduttore televisivo, conduttore radiofonico e attore italiano

### Altre varianti maschili
- Sabine Baring-Gould, presbitero e scrittore britannico
- Sabin Berthelot, naturalista ed etnologo francese
- Sabin Tambrea, attore romeno naturalizzato tedesco

## Il nome nelle arti
- Sabina è un personaggio della commedia di Thornton Wilder La famiglia Antrobus del 1942
- Sabina è un personaggio nel romanzo di Milan Kundera L'insostenibile leggerezza dell'essere (1982)
- Sabina Wilson è un personaggio interpretato da Kristen Stewart nel film Charlie's Angels (2019)
- Savino è un personaggio della serie Pokémon.
- Sabine! (o Sabine!!) è una soap opera tedesca, prodotta dal 2004 al 2005 e con protagonista l'attrice Bojana Golenac nel ruolo di Sabine Vogt[7]